# منطقه جرابلس
منطقه جرابلس (به عربی: منطقة جرابلس) یک منطقه در سوریه است که در استان حلب واقع شده است. منطقه جرابلس ۵۸٬۸۸۹ نفر جمعیت دارد.